# Alejandro Sabella
Alejandro Sabella (ur. 5 listopada 1954 w Buenos Aires, zm. 8 grudnia 2020 tamże) – argentyński trener piłkarski i piłkarz.

## Kariera piłkarska
Piłkarz jest wychowankiem stołecznego River Plate.
Od 1974 grał w klubowej pierwszej drużynie, początkowo jako zmiennik Norberto Alonso. Wraz z Los Milionarios zdobył trzy tytuły mistrza kraju. W 1978 został sprzedany do Sheffield United F.C. za 160 tysięcy funtów. W 1980, za kwotę 400 tysięcy funtów przeszedł do Leeds United F.C. W 1981 został sprzedany do Estudiantes La Plata, gdzie ponownie zdobył tytuły mistrza kraju.
Karierę zakończył jako piłkarz Estudiantes, wcześniej krótko grając w brazylijskim Gremio oraz Ferro Carril Oeste.

## Kariera reprezentacyjna
Sabella został powołany do reprezentacji Argentyny w 1983 roku przez Carlosa Bilardo, który wcześniej był jego trenerem w Estudiantes.
Argentyńczyk był częścią kadry Albicelestes na Copa América 1983.
Łącznie w barwach narodowych rozegrał 8 spotkań.

## Kariera trenerska
Po zakończeniu kariery  został asystentem Daniela Passarelli. Razem pracowali w reprezentacji Argentyny, Urugwaju oraz w kilku klubach (min. Parma, CF Monterrey, Corinthians).
W 2009 został trenerem Estudiantes La Plata, z którym zdobył Copa Libertadores 2009 oraz mistrzostwo Argentyny 2010.
W 2011 roku został selekcjonerem reprezentacji Argentyny. Prowadzona przez Sabelę reprezentacja zajęła pierwsze miejsce w eliminacjach do Mistrzostw Świata 2014. Na turnieju drużyna Albicelestes dotarła do finału, gdzie przegrali po dogrywce z Niemcami (0:1).

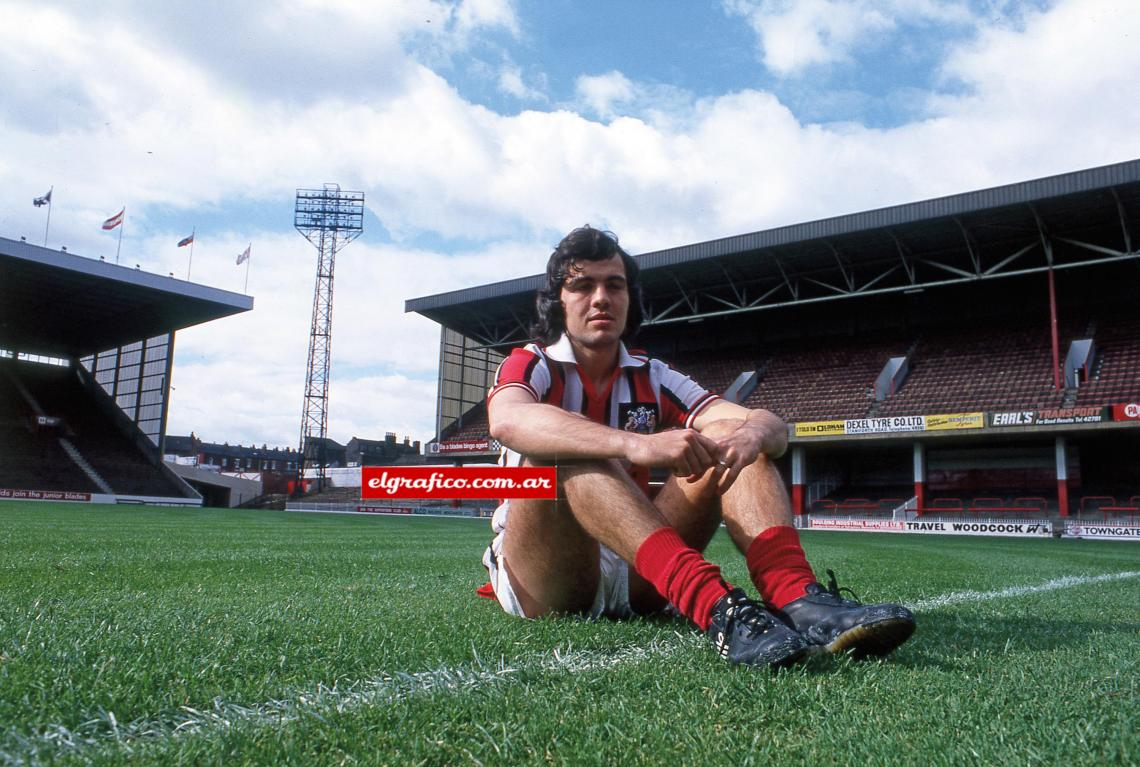
Alejandro Sabella jako piłkarz Sheffield United.

## Śmierć
Alejandro Sabela zmarł 8 grudnia 2020 roku w wyniku problemów kardiologicznych.

## Sukcesy

### Zawodnik
River Plate
- Primera División: 1975 Metropolitano, 1975 Nacional, 1977 Metropolitano

Estudiantes La Plata
- Primera División: 1982 Metropolitano, 1983 Nacional

### Trener
Estudiantes La Plata
- Copa Libertadores: 2009
- Primera División: 2010 Apertura

Argentyna
- Srebrny medal Mistrzostw Świata: 2014